# Tōkaidō dans l'art japonais
Le Tōkaidō — la plus grande route du Japon de l'ère Edo — relie la capitale shogunale Edo à la capitale impériale Kyoto. Hiroshige la rend célèbre dans l'art japonais par ses nombreuses séries d'estampes sur les 53 « stations » qui jalonnent la route. De toutes les séries de Hiroshige, c'est de très loin Les Cinquante-trois Stations du Tōkaidō de l'édition Hōeidō de 1831-1834 qui est la plus connue. 
Avant Hiroshige, dès 1804, Hokusai avait également illustré le Tōkaidō, mais avec un succès bien moindre.

## Le Tōkaidō dans les estampes d'Hokusai
Hokusai a peint le Tōkaidō très tôt dans sa carrière, puisqu'il en tire en 1804 une série de 51 estampes de format koban, ainsi que huit longues  estampes de format tanzaku-ban.
Le succès de la série est suffisant pour qu'elle soit rééditée, mais en remplaçant les longues estampes tanzaku-ban par des estampes au format koban, réalisées par Shigenobu, élève de Hokusai.

## Le Tōkaidō dans les estampes d'Hiroshige
Aucun artiste plus qu'Hiroshige n'a vu sa carrière artistique et sa célébrité autant liées au Tōkaidō.
Hiroshige publie sa première série de 55 estampes sur le Tokaido en 1831-1834. Cette série de loin la plus célèbre et la plus recherchée de nos jours est appelé Hōeidō Tōkaidō du nom de l'éditeur. Elle est si connue que l'on croit souvent, à tort, qu'elle est la seule série d'Hiroshige traitant du Tōkaidō.
Au total, Hiroshige publiera plus d'une trentaine de séries d'estampes, évoquant peu ou prou le Tōkaidō. Parmi ces séries, les suivantes peuvent être citées :
- Kyoka Tōkaidō,
- Jimbutsu Tōkaidō,
- Harimaze Tōkaidō,
- Aritaya Tōkaidō...

Dans ces estampes, Hiroshige décrit les 53 stations de Tokaido à différentes saisons avec des personnages de rang social très divers.

## Le Tōkaidō dans les estampes d'autres artistes
Hishikawa Moronobu, fondateur de l’ukiyo-e, illustre la plus populaire des cartes du Tōkaidō, la Tōkaidō bunken ezu (la « carte proportionnelle du Tōkaidō »), publiée pour la première fois en 1690.
Shōtei Hokuju et Totoya Hokkei, deux élèves d'Hokusai, réalisent également des séries sur le Tōkaidō, avant l'édition du chef-d'œuvre de Hiroshige.
Utagawa Kunisada réalise également plusieurs séries d'estampes sur le Tōkaidō. Utagawa Kuniyoshi, par ailleurs, participe à une des séries de Kunisada.

## Postérité
Le Tokaido reste une source d'inspiration et de célébration.
Des artistes continuent la tradition de représenter le Tokaido. Des expositions photographiques sont aussi organisées mettant en perspective les estampes et les paysages actuels.